# Filtro (teoria dos conjuntos)
Em matemática, especialmente em teoria dos conjuntos, um filtro {\displaystyle F^{\,}} em um conjunto {\displaystyle S^{\,}} é uma coleção de subconjuntos de {\displaystyle S^{\,}}, ou seja, {\displaystyle F\subset {\mathcal {P}}\left(S\right)\,}, satisfazendo as seguintes condições:
- {\displaystyle \varnothing \notin F\,}
- {\displaystyle S\in F\,}
- {\displaystyle A,B\in F\rightarrow A\cap B\in F\,}
- {\displaystyle A\in F,A\subset B\rightarrow B\in F\,}

Por vezes, a definição não inclui a propriedade {\displaystyle \varnothing \notin F\,}. Com essa definição, os filtros com esta propriedade chamam-se filtros próprios.

## Exemplo
- Seja X um espaço topológico e {\displaystyle x\in X\,}. Então a coleção das vizinhanças de x é um filtro.

## Reticulados e álgebras de Boole
Analogamente, em reticulados L um filtro {\displaystyle F^{\,}} é um conjunto não vazio de elementos de L definido por:
- {\displaystyle a,b\in F\rightarrow a\wedge b\in F\,}

- {\displaystyle a\in F,a\leq b\rightarrow b\in F\,}

Numa álgebras de Boole com máximo {\displaystyle 1\!{\mbox{I}}} e mínimo {\displaystyle \mathbb {O} }, às condições anteriores são acrescentadas:
- {\displaystyle \mathbb {O} \not \in F}

- {\displaystyle 1\!{\mbox{I}}\in F}

Em álgebras de Boole, o filtro é o conceito dual do ideal.

## Filtros principais
Se um filtro {\displaystyle F^{\,}} sobre {\displaystyle A^{\,}} tem a forma:
{\displaystyle F=\left\{x\in A\!:x\geq a\right\}}
com {\displaystyle a\in A}, então {\displaystyle F^{\,}} é o filtro principal gerado por {\displaystyle a^{\,}}. Numa álgebra de Boole finita todo filtro é principal.
Um exemplo de filtro não principal é o "filtro de Frechet":
{\displaystyle F=\left\{x\in {\mathcal {P}}\left(\mathbb {N} \right)\!:x{\mbox{ é cofinito }}\right\}}
Um conjunto {\displaystyle x\subseteq \mathbb {N} } é denominado cofinito se o seu complemento relativo a {\displaystyle \mathbb {N} } é finito, ou seja {\displaystyle \mathbb {N} -x} é finito. Por exemplo:
{\displaystyle C=\left\{x\in \mathbb {N} \!:x>7\right\}}
é cofinito, pois o seu complemento é:
{\displaystyle D=\left\{0;1;2;3;4;5;6;7\right\}}
e {\displaystyle \;\;D^{\,}} é finito.

## Ultrafiltros
Um ultrafiltro {\displaystyle \,U^{\,}} é um filtro maximal, no seguinte sentido: não existe um filtro {\displaystyle F^{\,}} tal que {\displaystyle U\subset F\,}. Por exemplo, seja {\displaystyle A} um conjunto não vazio com {\displaystyle a\in A}:
{\displaystyle U=\left\{x\in {\mathcal {P}}\!\left(A\right)\!:a\in x\right\}}
é um ultrafiltro. Nesse caso, {\displaystyle U^{\,}} é o ultrafiltro principal, gerado por {\displaystyle a^{\,}}. Analogamente, se {\displaystyle A^{\,}} é uma álgebra de Boole e {\displaystyle a^{\,}} é um átomo em {\displaystyle A}, então {\displaystyle U=\left\{x\in A\!:a\leq x\right\}} é o ultrafiltro principal gerado por {\displaystyle a}.
Usando o axioma da escolha pode ser demonstrado que o todo filtro numa álgebra de Boole pode ser estendido a um ultrafiltro. Usando esse resultado, o filtro de Frechet pode ser estendido a um ultrafiltro, demonstrando a existência de ultrafiltros não principais.